# Rancio Valcuvia
Rancio Valcuvia (lombardul: Ransc) település Olaszországban, Varese megyében. Lakosainak száma 940 fő (2023. január 1.). Rancio Valcuvia Bedero Valcuvia, Cassano Valcuvia, Castello Cabiaglio, Cuveglio, Ferrera di Varese, Masciago Primo és Brinzio községekkel határos.

## Népesség
A település népességének változása:
| Lakosok száma | 919  | 937  | 940  |
|               | 2017 | 2018 | 2023 |